# Сон Джон Гук
Сон Джон Гук (кор. 송종국; нар. 20 лютого 1979, Танян, Чхунчхон) — колишній південнокорейський футболіст.

## Кар'єра
З 2001 по 2002 рік Сон грав у К-Лізі за команду з рідного міста «Пусан Ай Конс».
Сон зробив свій міжнародний дебют у матчі проти Македонії в червні 2000 року під керівництвом Хо Джон Му. Новий тренер збірної Гус Гіддінк отримав масу критики з боку корейської громадськості, коли він включив недосвідченого Сона у заявку на домашній Кубок конфедерацій 2001 року, на заміну популярного, але травмованого капітана Хон Мьон Бо. Під керівництвом Гуса Гіддінка Сон перетворився на ключового гравця збірної, який став одним з перших, хто потрапив у заявку збірної на Кубок світу 2002 року.
У 2002 році Сон став зіркою практично відразу після того як зіграв на домашньому чемпіонаті світу 2002 року, і вніс істотний внесок в перемогу своєї збірної проти Польщі, Португалії, Італії та Іспанії. Одна з причин, чому Хіддінк цінував Сона так сильно була його здатність закривати суперників — проти Португалії Сон грав крайнім захисником і вдало закрив Фігу, що значно знизило загрозу для оборони збірної Кореї. За іронією долі Сон почав свою професійну кар'єру як правий вінгер і Луїш Фігу був його найбільшим ідолом.
Після чемпіонату світу Сон покинув Корею і перебрався до  голландського гранда «Феєнорда». Він був захисником у клубі більшу частину часу, але зіграв кілька матчів у півзахисті. Кореєць провів близько трьох років у Роттердамі, зігравши в 53 матчах, забивши два голи і віддавши сім результативних передач. Коли 2005 року клуб призначив нового тренера Ервіна Кумана, Сону не вдалося справити на нього враження і він змушений був покинути клуб.
Після відходу з «Феєнорда» Сон повернулася в Корею, щоб грати в К-лізі за «Сувон Самсунг Блювінгз».
Проте незабаром Сон зазнав травми лівого гомілкостопу, через яку пропустив більшу частину сезону 2005 року і зумів повернутись на поле тільки в кінці березня 2006 року, чого було достатньо, щоб гарантувати його місце в збірній на  чемпіонаті світу 2006 року. Всього же за клуб з Сувону Сон виступав до 2010 року, зігравши у 95 матчах К-ліги, в яких забив 2 голи.
Влітку 2010 року захисник перейшов у і «Аль-Шабаб» (Ер-Ріяд) з Саудівської Аравії, але в команді надовго не затримався і вже 8 лютого 2011 року повернувся на батьківщину, ставши гравцем  «Ульсан Хьонде», з яким підписав річний контракт. Проте зігравши у 13 поєдинках чемпіонату, його контракт з клубом був анульований за взаємною згодою 5 липня 2011 року.
Після цього Сон приєднався до китайського клубу «Тяньцзінь Теда» на наступний день, підписавши півторарічний контракт. Проте Сон покинув китайський клуб в кінці сезону 2011 року, після чого завершив ігрову кар'єру.

## Особисте життя
У 2003 році Сон Джон Гук одружився Кім Чжон А на подив багатьох його шанувальників, після зустрічей з Кім з квітня 2001 року. До вступу в шлюб він був пов'язаний з кількома знаменитостями, в тому числі і Лі Чжин, учасницею південнокорейського дівочого гурту Fin.K.L.. Проте три роки по тому подружжя розлучилося.
17 грудня 2006 року він одружився з актрисою і моделлю Пак Юн Су після 18 місяців стосунків. Весілля відбулося в приватному порядку перед 100 членами сім'ї та друзів. Сон став батьком через шість місяців після весілля. У жовтні 2015 року він розлучився з дружиною.

## Клубна статистика
| Клубна інформація | Клубна інформація        | Клубна інформація | Чемпіонат | Чемпіонат | Кубок                   | Кубок                   | Кубок ліги | Кубок ліги | Континентальні | Континентальні | Всього | Всього |
| Сезон             | Клуб                     | Ліга              | Ігор      | Голів     | Ігор                    | Голів                   | Ігор       | Голів      | Ігор           | Голів          | Ігор   | Голів  |
| Південна Корея    | Південна Корея           | Південна Корея    | Чемпіонат | Чемпіонат | Кубок Південної Кореї   | Кубок Південної Кореї   | Кубок ліги | Кубок ліги | АФК            | АФК            | Всього | Всього |
| ----------------- | ------------------------ | ----------------- | --------- | --------- | ----------------------- | ----------------------- | ---------- | ---------- | -------------- | -------------- | ------ | ------ |
| 2001              | «Пусан Ай Конс»          | K-ліга            | 25        | 2         |                         |                         | 10         | 0          | -              | -              |        |        |
| 2002              | «Пусан Ай Конс»          | K-ліга            | 9         | 2         |                         |                         | 1          | 0          | -              | -              |        |        |
| Нідерланди        | Нідерланди               | Нідерланди        | Чемпіонат | Чемпіонат | Кубок Нідерландів       | Кубок Нідерландів       | Кубок ліги | Кубок ліги | УЄФА           | УЄФА           | Всього | Всього |
| 2002-03           | «Феєнорд»                | Ередивізі         | 18        | 1         | 3                       | 0                       |            |            | 6              | 0              |        |        |
| 2003-04           | «Феєнорд»                | Ередивізі         | 25        | 1         | 1                       | 0                       |            |            | 3              | 0              |        |        |
| 2004-05           | «Феєнорд»                | Ередивізі         | 10        | 0         | 0                       | 0                       |            |            | 4              | 0              |        |        |
| Південна Корея    | Південна Корея           | Південна Корея    | Чемпіонат | Чемпіонат | Кубок Південної Кореї   | Кубок Південної Кореї   | Кубок ліги | Кубок ліги | АФК            | АФК            | Всього | Всього |
| 2005              | «Сувон Самсунг Блювінгз» | K-ліга            | 9         | 0         | 0                       | 0                       | 11         | 1          | 2              | 0              | 22     | 1      |
| 2006              | «Сувон Самсунг Блювінгз» | K-ліга            | 23        | 0         | 4                       | 0                       | 4          | 0          | -              | -              | 31     | 0      |
| 2007              | «Сувон Самсунг Блювінгз» | K-ліга            | 24        | 0         | 2                       | 0                       | 9          | 0          | -              | -              | 35     | 0      |
| 2008              | «Сувон Самсунг Блювінгз» | K-ліга            | 23        | 2         | 1                       | 0                       | 6          | 0          | -              | -              | 30     | 2      |
| 2009              | «Сувон Самсунг Блювінгз» | K-ліга            | 9         | 0         | 1                       | 0                       | 2          | 0          | 5              | 0              | 17     | 0      |
| 2010              | «Сувон Самсунг Блювінгз» | K-ліга            | 7         | 0         | 1                       | 0                       | 3          | 0          | 6              | 0              | 17     | 0      |
| Саудівська Аравія | Саудівська Аравія        | Саудівська Аравія | Чемпіонат | Чемпіонат | Кубок наслідного принца | Кубок наслідного принца | Кубок ліги | Кубок ліги | АФК            | АФК            | Всього | Всього |
| 2010-11           | «Аль-Шабаб»              | Прем'єр-ліга      | 7         | 2         |                         |                         |            |            | 3              | 0              |        |        |
| Південна Корея    | Південна Корея           | Південна Корея    | Чемпіонат | Чемпіонат | Кубок Південної Кореї   | Кубок Південної Кореї   | Кубок ліги | Кубок ліги | АФК            | АФК            | Всього | Всього |
| 2011              | «Ульсан Хьонде»          | K-ліга            | 13        | 0         | 1                       | 0                       | 5          | 0          | -              | -              | 19     | 0      |
| Китай             | Китай                    | Китай             | Чемпіонат | Чемпіонат | Кубок Китаю             | Кубок Китаю             | CSL Cup    | CSL Cup    | АФК            | АФК            | Всього | Всього |
| 2011              | «Тяньцзінь Теда»         | Суперліга         | 14        | 1         | 2                       | 0                       | -          | -          | -              | -              | 16     | 1      |
| Всього            | Південна Корея           | Південна Корея    | 142       | 6         | 10                      | 0                       | 51         | 1          | 13             | 0              |        |        |
| Всього            | Нідерланди               | Нідерланди        | 53        | 2         | 4                       | 0                       |            |            | 13             | 0              |        |        |
| Всього            | Саудівська Аравія        | Саудівська Аравія | 7         | 2         |                         |                         |            |            | 3              | 0              |        |        |
| Всього            | Китай                    | Китай             | 14        | 1         | 2                       | 0                       | 0          | 0          | 0              | 0              | 16     | 1      |
| Загалом           | Загалом                  | Загалом           | 216       | 11        |                         |                         |            |            | 29             | 0              |        |        |

## Статистика за збірну
| Збірна Південної Кореї | Збірна Південної Кореї | Збірна Південної Кореї |
| Рік                    | Матчі                  | Голи                   |
| ---------------------- | ---------------------- | ---------------------- |
| 2000                   | 2                      | 0                      |
| 2001                   | 14                     | 1                      |
| 2002                   | 22                     | 2                      |
| 2003                   | 3                      | 0                      |
| 2004                   | 8                      | 0                      |
| 2005                   | 0                      | 0                      |
| 2006                   | 8                      | 0                      |
| 2007                   | 3                      | 0                      |
| Загалом                | 60                     | 3                      |

## Голи за збірну
Список голів у складі збірної Південної Кореї.
| Дата                | Місце          | Суперник  | Результат | Рахунок | Турнір                      |
| ------------------- | -------------- | --------- | --------- | ------- | --------------------------- |
| 11 лютого 2001 року | Дубай          | ОАЕ       | 1 гол     | 4-1     | Турнір у Дубаї 2001         |
| 19 січня 2002 року  | Пасадена       | США       | 1 гол     | 1-2     | Золотий кубок КОНКАКАФ 2002 |
| 29 червня 2002 року | Південна Корея | Туреччина | 1 гол     | 2-3     | ЧС-2002                     |

## Титули і досягнення
- Переможець Юнацького (U-19) кубка Азії: 1998
- Бронзовий призер Кубка Азії: 2007

Сувон Самсунг Блювінгз
- K-Ліга: 2008

Тяньцзінь Теда
- Кубок Китаю: 2011

## Фільмографія

### Телешоу
- 2015: Running Man  — Гість, епізод. 257